# 張寶文
張 宝文（ちょう ほうぶん、チャン・バオウェン、1946年11月 - ）は、中華人民共和国の政治家。江蘇省の華僑事務を経験するなど中華人民共和国の政治に古くから深く関わっており、評価もそこそこ高い人物。陝西省興平県の人。
民主社会党は全人代に議席をもっており、当局から認められた組織であるといえる。
元西安外国語学院を卒業し、アメリカのミネソタ大学農学教育管理の修士課程修了。1986年に中国民主同盟に参加。その後中国民主同盟の第8および第9中央委員会の副会長、第10中央委員会の執行副会長、および第11中央会長、西北農業大学の前学長、中華人民共和国農業省の前副部長、第12回全国人民代表大会常任委員会の副会長、中国農業協会の会長を歴任。

## 人生
1968年末に西安外国語学院を卒業張宝文、彼が所有する陝西省西駱峪水庫、人民解放軍21軍の農場の下で、銅川市歌舞団や他の場所の労働訓練と仕事に従事。1974年、彼は西北農業大学に留学。1984年にはミネソタ大学に派遣され、農業教育を学び修士号を得る。1987年に中国に戻った後、彼は西北農業大学に再び招かれ今度は副学科長を務め、1990年に副学部長を、1991年に副学長に昇進、1996年1月には大学の学長を務めた。
1997年10月、中国民主連盟の第8期中央副主席に選出され、翌年3月に中国人民政治協商会議第9期常任委員会委員および副秘書長に選出された（2008年8月）。2007年12月には中国民主連盟の第10期中央副主席に選出され、2008年3月に引き続き第11期中国人民政治協商会議常任委員会委員に選出され、再び中国人民政治協商会議副秘書長、中国民主同盟第11期中央主席に選出。2013年3月に開催された第12期全国人民会議の最初の会議で、彼は全国人民代表大会の常任委員会の副委員長に選出されている。